# NRK P1
NRK P1 est une station de radio publique norvégienne appartenant au groupe Norsk rikskringkasting (NRK). Cette station de format généraliste naît en 1933. Placée sous le contrôle de l'État norvégien, elle remplace un réseau de stations privées, Kringkastningselskapet A/S, fondé en 1925. 
NRK P1 est aujourd'hui une des stations les plus populaires du pays, avec environ 1,9 million d'auditeurs réguliers. Son siège social est à Trondheim, où sont produits la plupart de ses programmes, à l'exception des informations, produites à la Maison de la Radio, à Oslo.

## Histoire
Centrée sur l'information et le divertissement à ses débuts, dans les années 1930, la NRK passe sous le contrôle des occupants allemands pendant la Seconde Guerre mondiale, qui s'en servent pour répandre leur propagande, visant non seulement la population norvégienne, mais plus largement scandinave et britannique (les émissions de la NRK, transmises à cette époque en modulation d'amplitude, pouvaient être captées à l'étranger sans trop de difficultés). 
La station renoue avec sa mission de service public à la fin du conflit. En 1948, elle est secondée dans sa mission par Utenlandssendingen, service extérieur de la radio norvégienne, mais règne sans partage sur les ondes du pays jusqu'en 1984, année de la création de NRK P2. 
NRK P1 reste aujourd'hui une station de format généraliste, axée sur l'information, la culture et le divertissement. Son antenne accueille des bulletins d'information réguliers (Dagsnytt), diffusés toutes les demi-heures en matinée, et alternant avec des informations locales (Distriktsprogram), mais aussi des magazines d'actualités (Her og nå, par exemple, repris en simultané sur NRK Alltid Nyheter, la radio publique d'information en continu norvégienne). 

### Identité visuelle (logos)

Logo de NRK P1 de 2000 à 2011.
Logo de NRK P1 de octobre 2011 à décembre 2022.
Logo de NRK P1 depuis décembre 2022.

## Diffusion

### Centres régionaux NRK P1
L'information locale représente environ 24,5 heures de programmes hebdomadaires, produits par les 15 centres régionaux de la NRK :
- P1 Buskerud
- P1 Finnmark
- P1 Hedmark
- P1 Hordaland
- P1 Møre og Romsdal
- P1 Nordland
- P1 Oppland
- P1 Oslo og Akershus
- P1 Sogn og Fjordane
- P1 Sørlandet
- P1 Telemark
- P1 Troms
- P1 Trøndelag
- P1 Vestfold
- P1 Østfold

NRK P1 est disponible dans l'ensemble du pays en modulation de fréquence (FM) et en streaming sur internet.